# Пјана дел Сињоре
Пјана дел Сињоре је насеље у Италији у округу Калтанисета, региону Сицилија.
Према процени из 2011. у насељу је живело 15 становника. Насеље се налази на надморској висини од 10 м.